# Arabisk picassofisk
Arabisk picassofisk (Rhinecanthus assasi) är en tryckarfisk som enbart finns i Röda havet och Persiska viken. Den blir upptill 30 cm lång.
Arten dyker till ett djup av 50 meter. Den vistas nära korallrev. Arabisk picassofisk äter havslevande blötdjur.
För beståndet är inga hot kända. Hela populationen antas vara stor. IUCN listar arten som livskraftig (LC). Några exemplar fångas genom traditionell fiske.